# Presidencia Colectiva de Yugoslavia
La Presidencia Colectiva de la República Federal Socialista de Yugoslavia fue el órgano político encargado de la Jefatura del Estado desde la muerte del Presidente Josip Broz Tito, el 4 de mayo de 1980, hasta la disolución del país en 1992.
La presidencia colectiva fue establecida en Yugoslavia a partir de 1971 como consecuencia de la reforma de la Constitución de 1963 . En 1974 una nueva Constitución reafirmó la presidencia federal colectiva que constaba de representantes de las seis repúblicas, las dos provincias autónomas dentro de Serbia y (hasta 1988) del Presidente de la Liga de Comunistas. Al frente de este organismo, la nueva constitución definió el cargo de Presidente de la Presidencia, mediante la disolución del cargo Presidente de la República. No obstante la nueva reforma aseguró al presidente Josip Broz Tito un mandato de por vida por lo que la aplicación de la reforma solo se podría realizar tras la muerte de Tito.
Para solucionar el problema de la dualidad de cargos creó el cargo de vicepresidente de la Presidencia, que suplía al futuro Presidente de la Presidencia hasta su entrada en vigor. Finalmente, cuándo falleció Tito, el entonces Vicepresidente de la Presidencia Lazar Koliševski accedió al cargo de Presidente de la Presidencia. 
A partir de 1980 se decidió la rotación en el cargo de Presidente de la Presidencia entre los miembros del Presidium. Se mantuvo el cargo de Vicepresidente de la Presidencia, quien debía encargarse de suceder al Presidente.

## Lista de Presidentes de la Presidencia Colectiva de la RFS de Yugoslavia
| Presidente de la Presidencia Colectiva                    | Presidente de la Presidencia Colectiva | Presidente de la Presidencia Colectiva               | Inicio                 | Fin                    | Partido | Territorio                                 |
| --------------------------------------------------------- | -------------------------------------- | ---------------------------------------------------- | ---------------------- | ---------------------- | ------- | ------------------------------------------ |
| República Federativa Socialista de Yugoslavia (1945-1992) |                                        |                                                      |                        |                        |         |                                            |
|                                                           |                                        | Lazar Kolisevski (1914-2000)                         | 4 de mayo de 1980      | 15 de mayo de 1980     | SKJ     | R.S. de Macedonia                          |
|                                                           |                                        | Cvijetin Mijatović (1913-1992)                       | 15 de mayo de 1980     | 15 de mayo de 1981     | SKJ     | R.S. de Bosnia y Herzegovina               |
|                                                           |                                        | Sergej Kraigher (1914-2001)                          | 15 de mayo de 1981     | 15 de mayo de 1982     | SKJ     | R.S. de Eslovenia                          |
|                                                           |                                        | Petar Stambolić (1912-1997)                          | 15 de mayo de 1982     | 15 de mayo de 1983     | SKJ     | R.S. de Serbia                             |
|                                                           |                                        | Mika Špiljak (1916-2007)                             | 15 de mayo de 1983     | 15 de mayo de 1984     | SKJ     | R.S. de Croacia                            |
|                                                           |                                        | Veselin Duranović (1925-1997)                        | 15 de mayo de 1984     | 15 de mayo de 1985     | SKJ     | R.S. de Montenegro                         |
|                                                           |                                        | Radovan Vlajković (1924-2001)                        | 15 de mayo de 1985     | 15 de mayo de 1986     | SKJ     | Provincia Autónoma Socialista de Voivodina |
|                                                           |                                        | Sinan Hasani (1925-1997)                             | 15 de mayo de 1986     | 15 de mayo de 1987     | SKJ     | Provincia Autónoma Socialista de Kosovo    |
|                                                           |                                        | Lazar Mojsov (1920-2011)                             | 15 de mayo de 1987     | 15 de mayo de 1988     | SKJ     | R.S. de Macedonia                          |
|                                                           |                                        | Raif Dizdarević (1926-)                              | 15 de mayo de 1988     | 15 de mayo de 1989     | SKJ     | R.S. de Bosnia y Herzegovina               |
|                                                           |                                        | Janez Drnovšek (1950-2008)                           | 15 de mayo de 1989     | 15 de mayo de 1990     | SKJ     | R.S. de Eslovenia                          |
|                                                           |                                        | Borisav Jović (1928-2021)                            | 15 de mayo de 1990     | 15 de mayo de 1991     | SKJ SPS | R.S. de Serbia                             |
|                                                           |                                        | Sejdo Bajramović (1927-1993) Presidente en funciones | 15 de mayo de 1991     | 30 de junio de 1991    | SPS     | Provincia Autónoma Socialista de Kosovo    |
|                                                           |                                        | Stjepan Mesić (1934-)                                | 30 de junio de 1991    | 5 de diciembre de 1991 | HDZ     | Croacia                                    |
|                                                           |                                        | Branko Kostić (1939-2020) Presidente en funciones    | 5 de diciembre de 1991 | 15 de junio de 1992    | SPDM    | Montenegro                                 |